# Lapinlampi
Lapinlampi är en sjö i kommunen Taivalkoski i landskapet Norra Österbotten i Finland. Arean är 34 hektar och strandlinjen är 2,99 kilometer lång. Sjön  ingår i Ijo älvs huvudavrinningsområde.   Den ligger omkring 140 kilometer öster om Uleåborg och omkring 610 kilometer norr om Helsingfors. 